# Incendie du cirque de Hartford
 (janvier 2022).
L'incendie du cirque de Hartford est survenu le 6 juillet 1944 à Hartford, dans le Connecticut, aux États-Unis. Il s'agit de l'un des pires incendies de l'histoire des États-Unis. L'incendie s'est produit lors d'une représentation de l'après-midi des Ringling Bros. and Barnum & Bailey Circus à laquelle ont assisté de 6 000 à 8 000 personnes. L'incendie a tué 167 personnes et plus de 700 autres ont été blessées.